# Batalla de l'illa de les Serps
|  | Aquest article es refereix a esdeveniments derivats de la Invasió russa d'Ucraïna del 2022. |

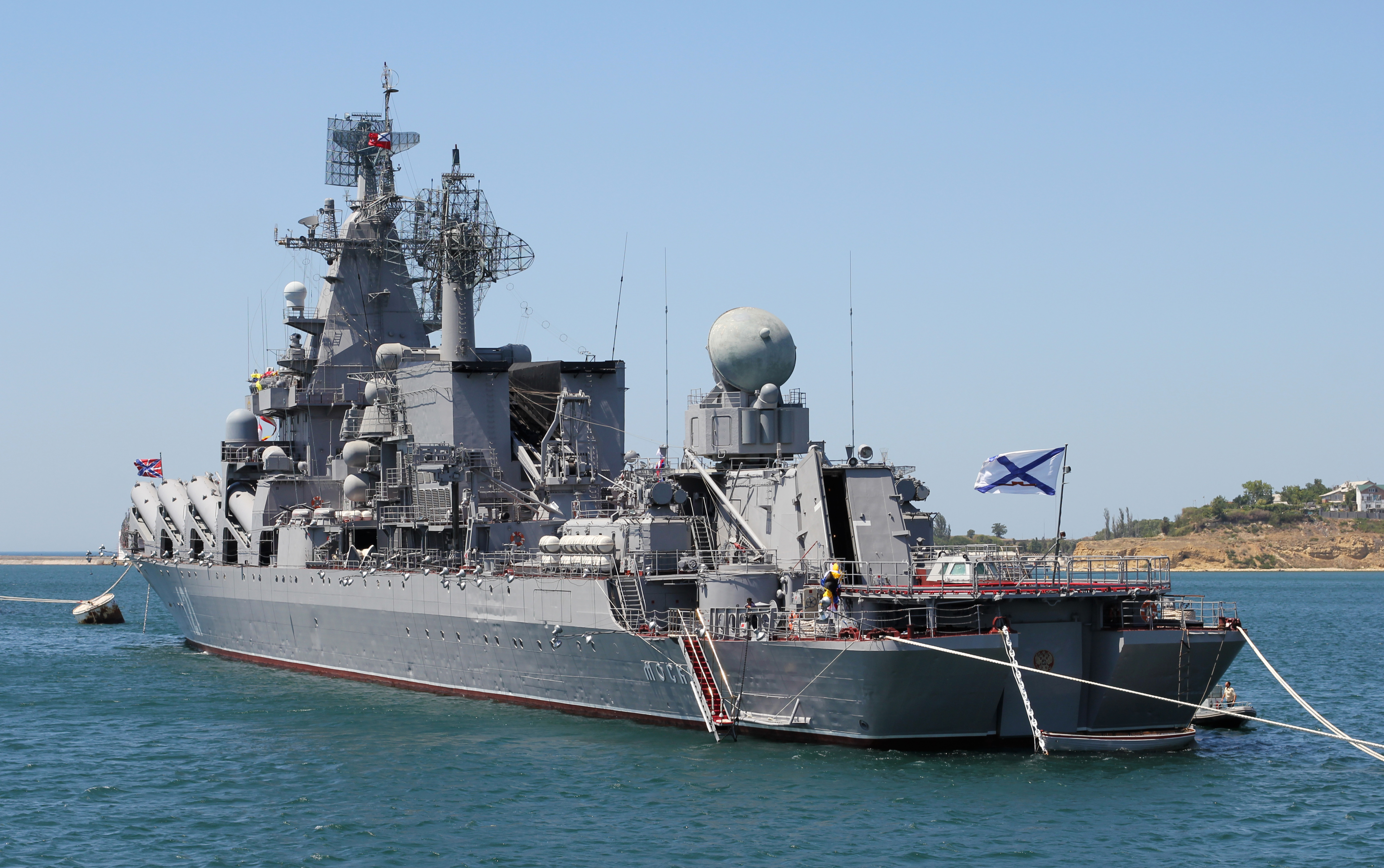
El creuer rus Moskva.

La batalla de l'illa de les Serps va ser un enfrontament militar que es va desenvolupar a l'illa homònima entre les Forces Armades de Rússia i les Forces Armades d'Ucraïna el 24 de febrer de 2022 durant la invasió d'Ucraïna, a conseqüència del qual l'illa va quedar en mans de l'Armada russa. Els tretze guàrdies ucraïnesos que la custodiaven, van ser donats inicialment per morts; però quatre dies més tard, la Marina ucraïnesa va reconèixer que eren vius i en bones condicions.

## La batalla

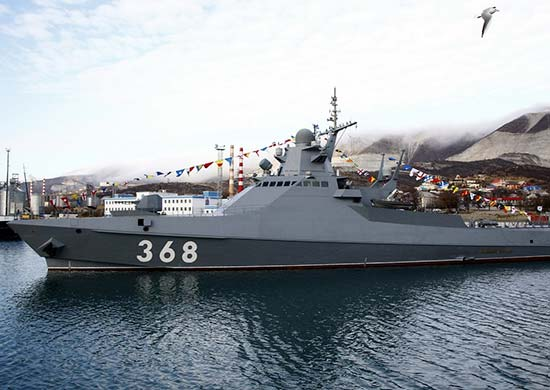
La patrullera russa Vasily Bykov.

A les 22.00 (01.00 hora de Moscou, UTC+2), la Guàrdia Fronterera Estatal d'Ucraïna va anunciar que les forces russes havien capturat l'illa de les Serps, prop de la frontera marítima amb Romania, després d'un bombardeig naval i aeri de l'illa, dut a terme pel creuer rus Moskva i el vaixell patrullera Vasily Bykov. Inicialment, es creia que tretze soldats ucraïnesos havien mort durant la batalla després de la seva negativa a rendir-se; però, quatre dies més tard, es va saber que estaven bé, tot i que eren presoners. Un d'ells va arribar a retransmetre en directe per Internet el moment en què la nau russa va obrir foc contra ells, prounciant la frase Russky voyenny korabl, idi na khuy.
Aquell mateix dia, el president Volodímir Zelenski va anunciar que els guàrdies ucraïnesos serien condecorats pòstumament amb el títol d'Heroi d'Ucraïna.

## Estat dels soldats ucraïnesos
Fonts del govern ucraïnès van declarar inicialment que 13 guàrdies fronterers, que representaven la totalitat de la guarnició militar ucraïnesa a l'illa, van ser assassinats després de negar-se a rendir-se. Zelenski va anunciar que els guàrdies fronterers serien guardonats pòstumament amb el títol d' Heroi d'Ucraïna.
Els mitjans de defensa russos van presentar una versió alternativa dels fets, afirmant que 82 soldats ucraïnesos havien estat fets presoners després de rendir-se voluntàriament i havien estat portats a Sebastòpol. El portaveu del Ministeri de Defensa rus, Igor Konashenkov, va afirmar que els presoners havien signat compromisos prometent no continuar l'acció militar contra Rússia i que serien alliberats aviat.
El Servei Estatal de Guàrdia Fronterera d'Ucraïna va anunciar més tard que els guàrdies podrien haver estat capturats, basant-se en informes de soldats russos que estaven detinguts com a presoners de guerra. En aquest sentit, e 26 de febrer de 2022 va emetre una declaració dient "que tots els defensors ucraïnesos de l'illa de la serp podrien ser vius".  El 28 de febrer de 2022, la Marina d'Ucraïna va publicar a la seva pàgina de Facebook que tots els guàrdies fronterers de l'illa estaven vius i detinguts per l'Armada Russa.

### Alliberament
El 24 de març de 2022, Sapfir i 19 mariners civils ucraïnesos van ser alliberats per Rússia en un intercanvi de presoners. 10 presoners de guerra van ser alliberats en el mateix intercanvi i Ucraïna va declarar que el viceprimer ministre Vereshchuk estava treballant per alliberar especialment els presoners de l'illa de les serps.
El 30 de març, es va informar que el soldat que va fer el comentari (Vaixell de guerra rus, que et fotin) cap al vaixell va ser alliberat en un intercanvi de presoners i, posteriorment, va rebre una medalla d'Ucraïna.

## Contraatacs ucraïnesos
El 14 d'abril, Ucraïna reclamà que els seus míssils anti-vaixell disparats des d'Odesa atacaren i l'enfonsaren el Moskva, un creuer de míssils guiat rus que servia com a vaixell insígnia de la Flota del Mar Negre. Això va obligar a Rússia a retirar els seus vaixells més enllà de l'abast dels míssils, deixant l'illa exposada a mesura que augmentava la dificultat de reabastir les forces d'ocupació pel mar.
Entre el 26 i el 30 d'abril, l'OCC Sud va afirmar que els atacs contra les forces russes a l'illa van deixar un atac de control i que el complex de míssils antiaeris Strela-10 va ser destruït, així com 42 soldats russos morts.
L'1 de maig, el Comandament de la Força Aèria Ucraïnesa Sud va afirmar haver llançat un atac a l'illa de les Serps que va destruir l'equip rus estacionat allà, i l'endemà a la matinada dues patrulles russes Raptor i vaixells de desembarcament van ser enfonsats per un dron BayraktarTB2. Es van publicar imatges de vídeo que mostraven els vaixells colpejats per bombes guiades seguides seguides d'explosions i incendis.
El 7 de maig, funcionaris ucraïnesos van informar i van mostrar imatges d'una llanxa de desembarcament de la classe Serna russa situada a la Mar Negra que va ser destruïda prop de l'illa de les Serps per un dron ucraïnès. Els drons Ucraïnesos BayraktarTB2 van ser utilitzats per destruir dos llançamíssils de superfície a aire Tor, un dels quals estava en procés de ser descarregat des de les llanxes d'aterratge de la classe Serna, possiblement netejant el camí per a un parell de Su-27s ucraïnesos que realitzaven un bombardeig d'alta velocitat i baix nivell aquell dia; les fotos de satèl·lit semblen donar suport al metratge. Més tard, es van publicar imatges d'un atac de drons ucraïnesos sobre un Mi-8 rus, la primera mort aèria del TB2, a l'illa de les Serps, i va ser verificada independentment per Reuters. Un altre parell o tres patrulles classe Raptor també van ser destruïts per un dron TB2. Mentrestant, el mateix dia, el Ministeri de Defensa rus va afirmar que les forces russes repel·liren els intents ucraïnesos de recuperar l'illa de les Serps.
El 9 de maig, l'assessor presidencial ucraïnès Oleksi Arestovych va dir que l'exèrcit rus que sostenia l'illa és un avantatge per a Ucraïna, ja que poden assaltar repetidament objectius russos a l'illa. El Ministeri de Defensa del Regne Unit va informar que, segons la seva anàlisi, Rússia estava intentant reforçar una guarnició exposada a l'illa, on Ucraïna havia llançat amb èxit atacs amb drons contra vaixells de subministrament i defenses aèries. L'estatut de l'illa és crític tant per a Ucraïna com per a Rússia com a actiu militar.
El 12 de maig, Ucraïna va afirmar que havia atacat el vaixell logístic rus Vsevolod Bobrov prop de l'illa de les Serps mentre intentava lliurar un sistema de defensa aèria, fent que s'incendiés i fos remolcat de nou a Sebastòpol. Rússia no va fer cap comentari sobre l'esdeveniment, i no hi va haver informes de víctimes. El mateix dia, Maxar Technologies va capturar una imatge de satèl·lit d'una llanxa de desembarcament de classe Serna russa prenent maniobres evasives d'un míssil ucraïnès.
El 16 de maig, el Ministeri de Defensa Rus va afirmar que un Su-24 ucraïnès va ser abatut prop de l'illa.
El 17 de juny, Ucraïna va enfonsar la patrullera russa Vasily Bykov amb dos míssils Harpoon, impedint-li lliurar subministraments vitals com armes i personal i obligant a Rússia a reconsiderar la seva posició a l'illa. Tres dies més tard, les forces ucraïneses van colpejar plataformes de gas prop de l'illa on van dir que les forces russes havien estat instal·lant equips d'inhibició de ràdio. Els atacs van continuar l'endemà, amb Ucraïna reclamant la destrucció de vehicles militars, així com sistemes antiaeris i de radar, probablement un Pantsir-S1, afirmació que Rússia va negar. Els oficials russos van respondre que les forces russes havien interceptat totes les rondes entrants, van destruir 13 drons i van repel·lir un assalt amfibi; això ha estat qüestionat per la publicació en línia The Drive.

## Conseqüències
Atès que retenir l'illa era molt complex donada la llunyania a les principals bases navals russes al mar Negre i l'enfonsament del vaixell insígnia de la Flota del Mar Negre, el 30 de juny de 2022 els russos van abandonar l'illa.